# 주걱철갑상어류
주걱철갑상어류(-鐵甲-類, paddlefish)는 연질어아강에 속하는 원시적인 형태의 조기어류이다.

## 하위 종
2종의 현존 종으로 이루어져 있다.
주걱철갑상어과 (Polyodontidae)
- † Paleopsephurinae
  - † Paleopsephurus MacAlpin, 1947
    - † Paleopsephurus wilsoni MacAlpin, 1947
- 주걱철갑상어아과 (Polyodontinae)
  - † Crossopholis Cope, 1883
    - † Crossopholis magnicaudatus Cope, 1883

  - 아메리카주걱철갑상어속 또는 폴리오돈속 (Polyodon) Lacépède, 1797
    - 아메리카주걱철갑상어 또는 폴리오돈 스파툴라 (Polyodon spathula) Walbaum, 1792
    - † Polyodon tuberculata Grande & Bemis, 1991

  - 주걱철갑상어속 또는 프세푸루스속 (Psephurus) Günther, 1873
    - 중국주걱철갑상어 또는 프세푸루스 글라디우스 (Psephurus gladius) E. von Martens, 1862

```
    현재 중국 
장강
의 지류인 오우강(烏江)에 서식이 확인됨
```

- † Protopsephurinae Grande & Bemis, 1996
  - † Protopsephurus Lu, 1994
    - † Protopsephurus liui Lu, 1994